# Ostend Challenger 1988
L'Ostend Challenger 1988 è stato un torneo di tennis facente parte della categoria ATP Challenger Series nell'ambito dell'ATP Challenger Series 1988. Il torneo si è giocato a Ostenda in Belgio dal 15 al 21 agosto 1988 su campi in terra rossa.

## Vincitori

### Singolare
Gerardo Vacarezza ha battuto in finale  Srinivasan Vasudevan con il punteggio di 6–1, 6–1

### Doppio
Per Henricsson /  Nicklas Utgren hanno battuto in finale  Joakim Berner /  Tomas Nydahl con il punteggio di 6–1, 7–5